# Csabai Dóra
Csabai Dóra (Budapest, 1989. április 20. –) Európa-bajnok magyar válogatott vízilabdázónő.

## Pályafutása
2005-ben már a felnőtt magyar bajnokságban szerepelt, a negyedik helyezett BVSC csapatában. 2007-ben az ifjúsági Európa-bajnokságon hatodik volt. A következő évben, a juniorok kontinensbajnokságán ezüstérmet szerzett. 2009-ben az universiadén második volt. A junior Eb-n ötödik helyezett lett.
2011 novemberében magyar kupa-győztes lett. 2012-ben tagja volt az Európa-bajnokságon bronzérmet szerzett válogatottnak, amely az olimpia selejtezőn kivívta az ötkarikás szereplés lehetőségét is. A magyar bajnokságban második helyezett volt. Az olimpián negyedik helyezést ért el.
2013 májusában vakbélműtétje miatt kimaradt a világliga döntőjére készülő válogatottból. Az universiadén ezüstérmet szerzett.
2014. júliusban az UVSE-be igazolt. Új csapatával 2015-ben magyar bajnok lett. 2016-ban tagja volt az Európa-bajnok válogatottnak.
2022 nyarán bejelentette a visszavonulását, majd néhány hónap múlva visszatért.

## Díjai, elismerései
- Magyar Ezüst Érdemkereszt (2012)